# Pseudochirops archeri
Pseudochirops archeri es una especie de mamífero marsupial de la familia Pseudocheiridae endémica de Australia. No se conocen subespecies.